# Episodi di Squidbillies (sesta stagione)
La sesta stagione della serie animata Squidbillies, composta da 10 episodi, è stata trasmessa negli Stati Uniti, da Adult Swim, dall'11 settembre al 13 novembre 2011.
Durante la stagione, fa la sua prima apparizione la fidanzata di Rusty chiamata Tammi, interpretata dalla cantante country Elizabeth Cook.
In Italia la stagione è inedita.
| nº | Titolo originale             | Prima TV USA      |
| -- | ---------------------------- | ----------------- |
| 1  | Asbestos I Can               | 11 settembre 2011 |
| 2  | Class of '86                 | 18 settembre 2011 |
| 3  | Velvet Messiah               | 25 settembre 2011 |
| 4  | The Big E                    | 2 ottobre 2011    |
| 5  | Keeping It in the Family Way | 9 ottobre 2011    |
| 6  | Snow Daddy                   | 16 ottobre 2011   |
| 7  | Ballmart                     | 23 ottobre 2011   |
| 8  | The Pharaoh's Wad            | 30 ottobre 2011   |
| 9  | Return of Gaga Pee Pap       | 6 novembre 2011   |
| 10 | Trucked Up!                  | 13 novembre 2011  |

## Asbestos I Can
- Diretto da: Jim Fortier e Dave Willis
- Scritto da: Jim Fortier e Dave Willis

### Trama
La dipendenza di Early per i cappelli composti da amianto gli procura una malattia terminale e lo sceriffo decide di concedere a Early di esprimere i suoi ultimi desideri.
- Guest star: T-Pain (se stesso), Kevin Gillespie (se stesso).
- Altri interpreti: Brendon Small (dottore), Dana Swanson (Donna), Zach Hanks.
- Ascolti USA: telespettatori 1.160.000 – rating/share 18-49 anni.[1]
- Note: T-Pain e la moglie portano rispettivamente una collana di Ignignokt e di Err di Aqua Teen Hunger Force.

## Class of '86
- Diretto da: Jim Fortier e Dave Willis
- Scritto da: Jim Fortier e Dave Willis

### Trama
A Dougal County si avvicina la rimpatriata del liceo 25 anni dopo. Dan Halen costringe lo sceriffo a tenere lontano Early dal party (che si è ritirato in seconda elementare), mentre lo sceriffo inizia ad avere dei flashback sul bullismo di Dan Halen.
- Sigla: Jackyl.[2]

## Velvet Messiah
- Diretto da: Jim Fortier e Dave Willis
- Scritto da: Jim Fortier e Dave Willis

### Trama
Early ruba una foto di Gesù Cristo appartenente a Granny e sfrutta i cittadini nascondendosi dietro l'immagine e facendo richieste insensate.
- Guest star: Tim Andrews.
- Altri interpreti: Fred Armisen (Squid Jesus, Miguel), Nick Ingkatanuwat (Billy Morton), Shawn Coleman.
- Sigla: Trampled by Turtles.[3]

## The Big E
- Diretto da: Jim Fortier e Dave Willis
- Scritto da: Jim Fortier e Dave Willis

### Trama
Dopo averlo fatto arrabbiare, Early attacca e rischia di uccidere un annunciatore radiofonico. Finisce per prendere il lavoro dell'annunciatore e prende il titolo di "Big E". Tuttavia, durante la firma di un libro, finisce per perdere il lavoro quando l'annunciatore esce dall'ospedale e gli spara direttamente in faccia. La fine dell'episodio ha reso omaggio a George Jones, che ha cantato il tema di apertura dell'episodio.
- Guest star: Dave Stone (Bill Brock), Jeff Davis.
- Sigla: George Jones.[4]

## Keeping It in the Family Way
- Diretto da: Jim Fortier e Dave Willis
- Scritto da: Jim Fortier e Dave Willis

### Trama
Rusty trova una ragazza e scopre il sesso per la prima volta. Early, infatuato della ragazza di Rusty, si arrabbia e cerca di farli separare. Rusty in seguito scopre che diventerà un padre e viene a cercarla solo per scoprire che è scappata per stare con sua madre. Quando la trova, tuttavia, scopre che i due sono cugini.
- Guest star: Elizabeth Cook (Tammi).
- Altri interpreti: Shawn Coleman (voce pubblicità).
- Sigla: Elizabeth Cook.[5]

## Snow Daddy
- Diretto da: Jim Fortier e Dave Willis
- Scritto da: Casper Kelly, Jim Fortier e Dave Willis

### Trama
Rusty forma un legame con un pupazzo di neve magico che getta dubbi sulle abilità genitoriali di Early.
- Guest star: The Mighty Ohba (Early col doppiaggio giapponese), Ryuu Sato (Rusty col doppiaggio giapponese), George Robinson (Snow Daddy).
- Altri interpreti: Shawn Coleman (commentatore radio).
- Sigla: Western Crooners.[6]
- Note: Rusty usa una coperta di Cheyenne Cinnamon and the Fantabulous Unicorn of Sugar Town Candy Fudge.

## Ballmart
- Diretto da: Jim Fortier e Dave Willis
- Scritto da: Casper Kelly, Jim Fortier e Dave Willis

### Trama
Lo sceriffo ingaggia Granny e Early per accogliere i clienti nel nuovo supermercato Ball Mart di Dan Halen.
- Altri interpreti: Dana Swanson (Donna).
- Sigla: Band of Horses.[7]

## The Pharaoh's Wad
- Diretto da: Jim Fortier e Dave Willis
- Scritto da: Jim Fortier e Dave Willis

### Trama
Early diventa dipendente da una macchina di video poker.
- Guest star: Riley Martin (voce della slot machine).
- Sigla: Jason Isbell & the 400 Unit.[8]
- Note: La macchina dei pupazzi mostrata verso la fine dell'episodio ha al suo interno una bambola di Cheyenne Cinnamon e del suo unicorno Ulisse di Cheyenne Cinnamon and the Fantabulous Unicorn of Sugar Town Candy Fudge.

## Return of Gaga Pee Pap
- Diretto da: Jim Fortier e Dave Willis
- Scritto da: Jim Fortier e Dave Willis

### Trama
Ga-Ga-Pee-Pap, diventato malato terminale, ritorna per fare pace con la sua famiglia prima della morte e anche per "riprenderli" per l'ultima volta.
- Guest star: Jesco White (Ga-Ga-Pee-Pap).
- Sigla: The Jayhawks.[9]

## Trucked Up!
- Diretto da: Jim Fortier e Dave Willis
- Scritto da: Jim Fortier e Dave Willis

### Trama
Dopo essere stato sfidato per la sua conoscenza di autotrasporti da Rusty, Early racconta delle sue esperienze passate di come sia stato un camionista ribelle che ha intrapreso corse di autotrasporti che "non potevano essere portate a termine". Motivo per il quale, Dan Halen lo assunse per guidare rifiuti tossici da Dougal County a Parigi, scaricandolo così nell'Oceano Atlantico.
- Guest star: Riley Martin (spacciatore), Billy Joe Shaver (agente doganale, presentatore televisivo).
- Sigla: T-Pain.[10]